# Товсте (станція)
То́всте — проміжна залізнична станція Тернопільської дирекції залізничних перевезень Львівської залізниці на одноколійній неелектрифікованій лінії Біла-Чортківська — Стефанешти між станціями Ягільниця (10 км) та Торське (13,5 км). Розташована в селищі Товсте Чортківського району Тернопільської області.

## Пасажирське сполучення
На станції Товсте щоденно зупиняються:
- пасажирський поїзд № 357/358  «Гуцульщина» сполученням Київ — Ворохта;
- регіональний поїзд № 801/802 «Дністровський експрес» сполученням Львів — Чернівці[1].

Раніше через станцію курсували приміські поїзди сполученням Тернопіль — Заліщики. Наразі від станції Заліщики курсують приміські поїзди до станції Коломия.